# Helina proxima
Helina proxima är en tvåvingeart som först beskrevs av Stein 1913.  Helina proxima ingår i släktet Helina och familjen husflugor. Inga underarter finns listade i Catalogue of Life.